# Пестровский сельсовет
Пестровский сельсовет — сельское поселение в Камешкирском районе Пензенской области Российской Федерации.
Административный центр — село Пестровка.

## История
Статус и границы сельского поселения установлены Законом Пензенской области от 2 ноября 2004 года № 690-ЗПО «О границах муниципальных образований Пензенской области».

## Население
| 2002  | 2010  | 2012  | 2013  | 2014  | 2015  | 2016  |
| ----- | ----- | ----- | ----- | ----- | ----- | ----- |
| 876   | ↘733  | ↗1396 | ↘1371 | ↘1327 | ↘1313 | ↘1258 |
| 2017  | 2018  | 2021  |       |       |       |       |
| ↘1231 | ↘1194 | ↘1077 |       |       |       |       |

## Состав сельского поселения
| № | Населённый пункт | Тип населённого пункта       | Население |
| - | ---------------- | ---------------------------- | --------- |
| 1 | Бегуч            | село                         | ↘259      |
| 2 | Дьячевка         | село                         | ↘255      |
| 3 | Мокрый Дол       | посёлок                      | 41        |
| 4 | Пестровка        | село, административный центр | ↘381      |
| 5 | Покровка         | село                         | ↘97       |
| 6 | Порзово          | село                         | ↘419      |
| 7 | Шишовка          | посёлок                      | 1         |